# Allen Street
La Calle Allen es una calle en Manhattan, Nueva York que corre de norte a sur en el bajo Manhattan cruzando los barrios de Chinatown y el Lower East Side entre East Houston al norte y Division Street. La vía al norte de la calle Houston como la Primera Avenida y, al sur, como Pike Street hasta su punto final al sur en South Street. La calle tiene dos sentidos y las vías están separadas por una pared meridiana que tiene dos ciclovías a los costados. cada ciclovía es de un solo sentido. La calle está nombrada en honor al maestro comandante William Henry Allen, la persona más joven en comandar una nave de la armada en la Guerra de 1812. Fue muerto en batalla a la edad de 28 años. Entre sus logros destaca la captura del buque británico HMS Macedonian.

## Historia

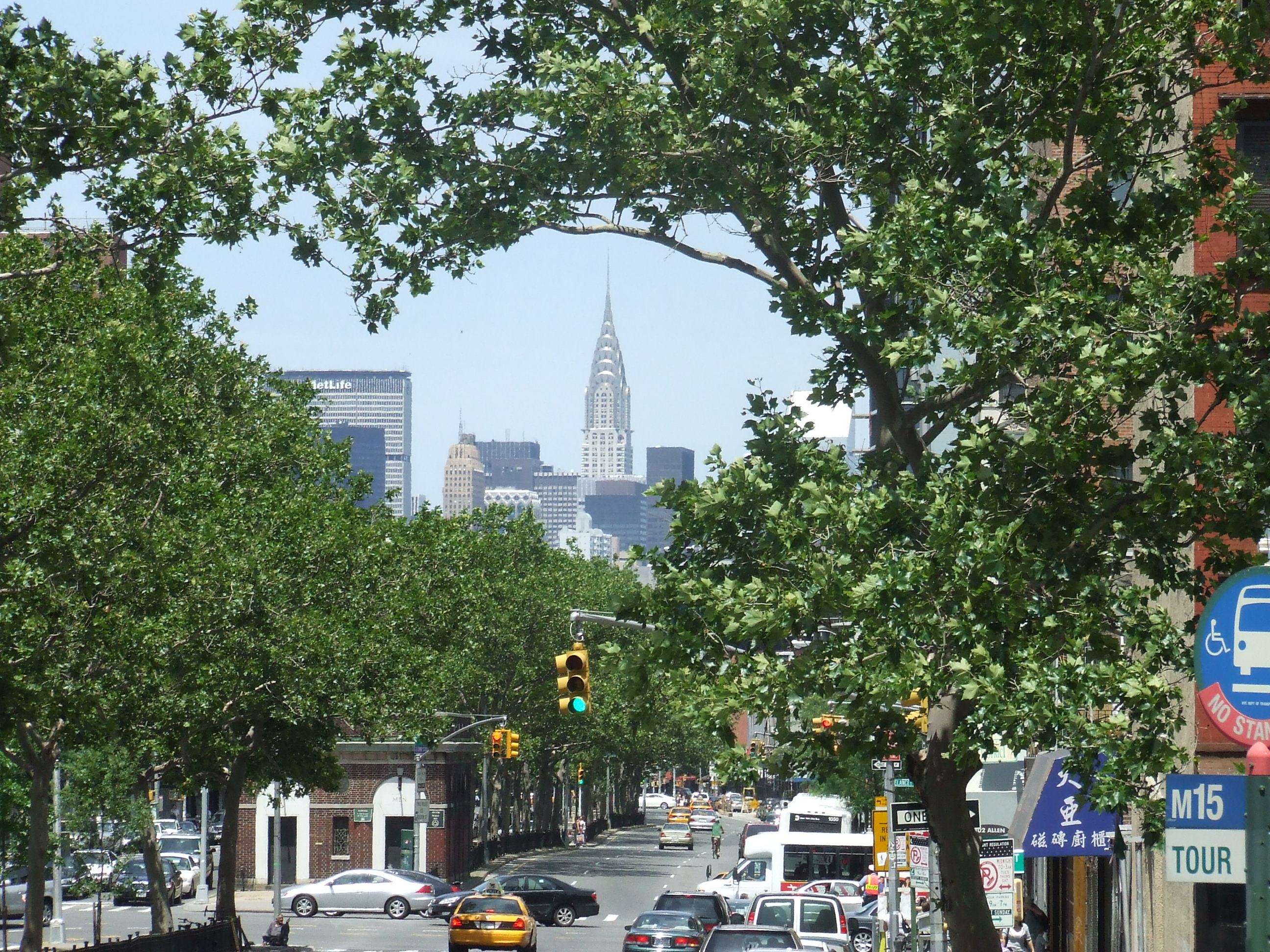
Vista de Allen Street hacia el norte desde Broome Street.

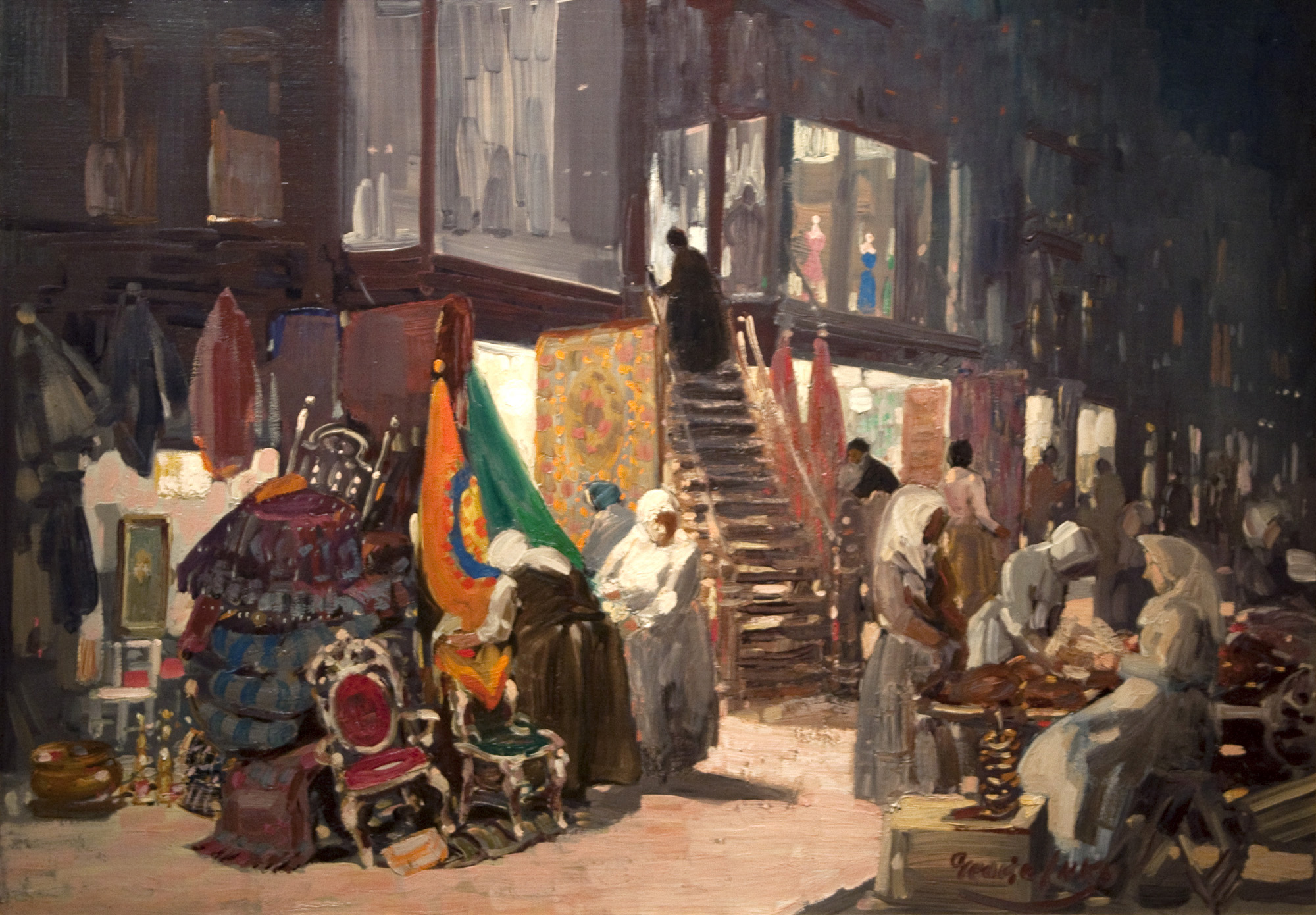
George B. Luks, Allen Street, c.1905

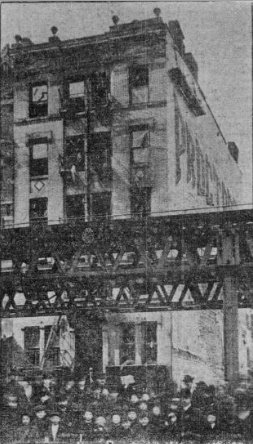
El edificio ubicado en el 105 de Allen Street luego del incendio de 1905, con la línea elevada de la Segunda Avenida al frente

Antes de 1799, esta calle en el bajo manhattan se llamaba "Chester Street". Luego de la construcción del Orfanato de Nueva York en esta calle en mayo de 1806 fue renombrada como "Asylum Street". En 1833, su nombre fue cambiado a Calle 3, y finalmente "Allen Street."
Durante su apogeo en la primera parte del siglo XX, estaba poblado por judíos rumanos así como judíos sefardíes de Turquía, Siria, Egipto y Grecia. Muchos trabajaban en fábricas de cobre y latón ubicadas en los sótanos de las tiendas en donde se vendían. En septiembre de 1903, hubo una balacera debajo de las líneas elevadas en la esquina de Allen y Rivington entre seguidores de Paul Kelly, líder de la Five Points Gang, y la pandilla de Monk Eastman. En un momento, cien hombres se unieron a la refriega, ahuyentando a tiros a la policía. Tres hombres murieron y varios civiles inocentes fueron heridos.
El fuego destruyó un inquilinato tugurizado en marzo de 1905, falleciendo veinte personas. El edificio de cinco pisos albergaba 200 personas.
La calle fue ensanchada a inicios de los años 1930 y se demolieron para ello los edificios del lado este de la calle. Esto abrió una vía ancha con un muro meridiano en el centro y la línea elevado circulando por el lado occidental. La línea elevada fue demolida en 1942.
Allen Street fue la sede de varias tiendas que se especializaban en latón desde los años 1910 hasta los años 1940 pero sólo dos de esas tiendas sobrevivieron hasta finales de los años 1970. En 1979, Allen Street fue descrita por la revista New York como una área desolada sacada del bullicio de la calle Grand y el Bowery."
La alameda central de la calle, junto con la de Pike Street, fue reconfigurada en el 2009. Partes de esa alameda fueron reconstruidas completamente el 2011.

## Transporte
Una porción de la línea elevada de la Segunda Avenida, comúnmente conocida como la Second Avenue El, fue construida sobre la actual vía de Allen Street que va al sur (que entonces era la totalidad de la calle) desde Houston Street hasta Division Street en 1878. Esto bloqueaba gran parte de la luz en la entonces angosta calle. El tren elevado fue derribado en 1942. Actualmente, las estaciones del Metro de Nueva York más cercanas son Grand Street, tres cuadras al oeste en el Chrystie Street (trenes B y D) y Delancey Street – Calle Essex, tres cuadras al este en Essex Street (trenes F, <F>, J, M, y Z). También, en la esquina de East Houston y Allen Street, hay varias entradas a la estación Segunda Avenida (trenes F y <F> ). También hay una estación de buses interurbana en los números 84 al 86 de Allen Street.
Allen Street es recorrida enteramente por el bus M15/M15 SBS. Parte de Pike Street, hasta Madison Street, también es recorrida por la M15.